# María García Esperón
María García Esperón (Ciudad de México, 7 de agosto de 1964) es una escritora mexicana dedicada a la literatura infantil y juvenil. Ganó el Premio El Barco de Vapor 2004 y el Premio Hispanoamericano de Poesía para Niños en 2005.

## Trayectoria
Ha sido Narradora, periodista y guionista de radio. Estudió Literatura en el Claustro de Sor Juana y en 1984 obtuvo el primer y tercer lugar en el Concurso de Guiones de Radio y TV de la RTC en la categoría de Historia.

## Premios Literarios
En 1984 obtuvo el primer y tercer premio del concurso de guiones de radio y televisión en la categoría de Historia convocado por Radio, Televisión y Cinematografía con dos guiones radiofónicos dedicados a la Malinche y a Moctezuma.
En 2004 obtuvo el Premio Barco de Vapor por su novela El Disco del Tiempo, en la que postula el descubrimiento de los mitos e historia griegos a través de las herramientas tecnológicas de la modernidad, particularmente Internet y sus posibilidades, en torno al estudio del Disco de Festos.
En 2005 ganó el Premio Hispanoamericano de Poesía para Niños convocado por la Fundación Letras Mexicanas y el Fondo de Cultura Económica por su poemario Tigres de la Otra Noche que constituye un homenaje a los héroes y autores de la literatura infantil y juvenil y en particular al tigre como uno de los símbolos del escritor argentino Jorge Luis Borges. En 2007, el libro fue distinguido con el Premio al Arte Editorial que otorga la CANIEM (Cámara Nacional de la Industria Editorial Mexicana). 
En 2007 obtuvo el Premio latinoamericano de Literatura Infantil y Juvenil Norma Fundalectura por su novela Querida Alejandría, que recupera el personaje de Cleopatra Selene II, la hija de Marco Antonio y Cleopatra, para reconstruir su historia y hacerla próxima al interés y sensibilidad de los jóvenes del siglo XXI. Esta novela fue incluida en la lista White Ravens 2008, de la International Jugendbibliothek, presentada en la Feria del Libro de Bolonia.
Su novela Dido para Eneas fue seleccionada para la Lista de Honor IBBY 2016 "por narrar este pasaje de la Eneida de manera cercana y conmovedora, que seguramente cautivará a los jóvenes lectores".

## Publicaciones
- El Disco del Tiempo. Novela. Ediciones SM y CONACULTA. México, 2002
- Tigres de la otra Noche. Poemario. Fundación Letras Mexicanas y Fondo de Cultura Económica. México, 2006
- Querida Alejandría. Novela. Editorial Norma. Colombia, 2007
- Las Cajas de China. Novela Editorial Libros y Libros. Hillman Publicaciones. Bogotá, 2009
- Mi abuelo Moctezuma. Novela. Edelvives. Colección Alandar. España, 2009
- Berenice la Sirena. Novela. Editorial Libros y Libros, Hillman Publicaciones. Bogotá, 2010
- Copo de Algodón. Novela. Ediciones El Naranjo. México, 2010
- Sibila. Novela. Editorial Libros y Libros, Hillman Publicaciones. Bogotá, 2011
- El Disco del Cielo. Novela. Editorial Gente Nueva. Cuba, 2011
- La emperatriz del Reino Amarillo. Novela. Editorial Libros y Libros. Hillman Publicaciones. Bogotá, 2012.
- El anillo de César. Novela. Ediciones El Naranjo. México, 2012.
- El Duende No. Cuento. Amigos de papel. España, 2012
- El hada Menta. Poesía. Editorial Gente Nueva. Cuba, 2013.
- El disco de Troya. Novela. Editorial Gente Nueva. Cuba, 2013
- Soma (la tumba de Alejandro). Novela. Editorial Libros y Libros. Hillman Publicaciones. Bogotá, 2013
- La perla y el dragón. Novela. Elé. Ecuador, 2013.
- Dido para Eneas. Novela. Ediciones El Naranjo. México, 2014.
- El Príncipe Niebla. Novela. Enlace Editorial. Bogotá, 2014.
- Un regalo inesperado. Novela. Enlace Editorial. Bogotá, 2014.
- Atenas siempre. Novela. Enlace Editorial. Bogotá, 2014.
- Y mi bosque encantaba. Poesía. Enlace Editorial. Bogotá, 2014.
- Foro Rinascimento. Novela. Editorial Libros y Libros. Hillman Publicaciones. Bogotá, 2015.
- Harriet. Novela. Editorial Libros y Libros. Hillman Publicaciones. Bogotá, 2015.
- El remo de Odiseo (Con prólogo de Aurelio González Ovies) Novela. Enlace Editorial. Bogotá, 2015.
- El disco del Cielo. Novela. Enlace Editorial. Bogotá, 2016.
- El disco de Troya. Novela. Enlace Editorial. Bogotá, 2016.
- El disco del Sol. Novela. Enlace Editorial. Bogotá, 2016.
- El país de las pirámides. Novela. Enlace Editorial. Bogotá, 2016.
- Leyendas de Córdoba. Narraciones. Ediciones El Naranjo. México, 2016.
- El escudo de Aquiles. Novela. Thalassa. Amazon Publishing, 2017.
- La tela de Penélope. Novela. Thalassa. Amazon Publishing, 2017.
- La marca Buonarroti. Novela. Thalassa. Amazon Publishing, 2017.
- Vertumno. La estatua mágica. Novela. Thalassa. Amazon Publishing, 2017.
- En busca de Alejandro. Novela. Thalassa. Amazon Publishing, 2017.
- Príncipe Silencio. Poesía. Thalassa. Amazon Publishing, 2017.
- Kei y el Coloso de Rodas. Novela. Editorial Norma México, 2017.
- Aires de Don Aire. Poesía. Thalassa. Amazon Publishing, 2017.
- Rimas de hadas. Poesía. Thalassa. Amazon Publishing, 2017.
- El dragón de oro y otros poemas. Poesía. Thalassa. Amazon Publishing, 2017.
- Hada Navidad y otros poemas. Poesía. Thalassa. Amazon Publishing, 2017.
- Dos y Una/Una y Dos. Poesía. Ediciones Castillo. México, 2018.
- El interior del cielo. Poesía. DosOrillas. Amazon Publishing, 2018.
- Cuentos del Olimpo. Narraciones. Enlace Editorial. Bogotá, 2018.
- El Laberinto y otras leyendas griegas. Narraciones. Enlace Editorial. Bogotá, 2018.
- Diccionario de Mitos de América. Poesía y narraciones. Ediciones El Naranjo en coedición con Secretaría de Cultura, México, 2018.[8]
- Canciones para Aura. Poesía. DosOrillas. Amazon Publishing, 2019.
- La fuente de los héroes. Adaptación de la Ilíada de Homero. Enlace Editorial. Bogotá, 2019.
- El retorno del héroe. Adaptación de la Odisea de Homero. Enlace Editorial. Bogotá, 2019.
- Narraciones legendarias. Adaptación del Popol Vuh. Enlace Editorial. Bogotá, 2019.
- Tragedias en la antigua Grecia. Adaptación de tragedias de Esquilo, Sófocles y Eurípides. Enlace Editorial. Bogotá, 2019.
- El velo de Helena. Novela. Ediciones El Naranjo. México, 2019.
- Diccionario de Mitos de Asia. Poesía y Narraciones. Ediciones El Naranjo. México, 2019.
- Canciones de amor y de sueño. Poesía.  DosOrillas. Amazon Publishing, 2020.
- La piyama mágica. Novela. Avión de papel. Bogotá, 2020.
- La llave de la Alhambra. Novela. Editorial Ginesta. España, Colombia, EUA, México, 2021.
- Donají. Novela. Editorial Ginesta. España, Colombia, EUA, México, 2021.
- Historias de la Atlántida. Narraciones. Editorial Panamericana. Colombia 2021.
- Thor y otros héroes vikingos. Narraciones. Avión de papel. Bogotá, 2021.
- Excalibur. Novela. Editorial Ginesta. España, Colombia, EUA, México, 2021.
- Amor que mueve el Sol. Novela.  MGE. Amazon Publishing, 2021.
- Con voz de piedra. Poesía y narraciones.  Amazon Publishing, 2021.
- Las siete maravillas. Novela. Editorial Ginesta. España, Colombia, EUA, México, 2021
- Canciones para Emma. Poesía.  Amazon Publishing, 2021.
- Lohengrin y Sigurd. Narraciones.  MGE. Amazon Publishing, 2022.
- Jerónimo y los 7 sabios (Segunda parte de "Un regalo inesperado").  Enlace Editorial. Bogotá, 2022.
- La niña color de sueño. Poesía.  Amazon Publishing, 2022.
- El león de sueño y oros cuentos. Narraciones. MGE Libros.  Amazon Publishing, 2023.
- La limonada y otros cuentos. Narraciones. MGE Libros.  Amazon Publishing, 2023.
- Había una vez en la Edad Media. Novela.  MGE Libros. Amazon Publishing, 2023.
- Campeador. Adaptación de El Cantar de Mío Cid. MGE Libros.  Amazon Publishing, 2023.
- Arthur. Novela. MGE Libros.  Amazon Publishing, 2023.
- La Joven Guerrera. Narraciones. MGE Libros.  Amazon Publishing, 2023.
- Las cenizas de César. Novela. MGE Libros.  Amazon Publishing, 2023.
- Las cosas perdidas. Novela. MGE Libros.  Amazon Publishing, 2023.
- Las 7 maravillas. Novela. MGE Libros.  Amazon Publishing, 2023.
- Ximena de Mío Cid. Novela. MGE Libros.  Amazon Publishing, 2023.
- La rosa de Estrasburgo. Novela. MGE Libros.  Amazon Publishing, 2024.
- Argonautas. Un viaje mitológico. Novela. Editorial Panamericana. Colombia 2024.
- Los mitos de Platón. Narraciones. MGE Libros.  Amazon Publishing, 2024.
- Crónicas de OtraMar. Narraciones poéticas. Ilustraciones: Lorde. MGE Libros.  Amazon Publishing, 2024.
- Bajo la rosa. Novela poética. MGE Libros.  Amazon Publishing, 2024.
- La niña color de sueño y otros poemas. Poesía. Ilustraciones: Lorde. MGE Libros.  Amazon Publishing, 2024.
- La abuela Morgan Le Fay y El Rey Hormiga. Cuentos.  MGE Libros.  Amazon Publishing, 2024.
- Los Versos del Olimpo. Poesía.  MGE Libros.  Amazon Publishing, 2024.
- Romances y Leyendas. Poesía y narraciones.  MGE Libros.  Amazon Publishing, 2024.
- Las Momias. Cuento.  MGE Libros.  Amazon Publishing, 2024.
- Donde beben los tigres y El Duende MacPatrick. Cuentos.  MGE Libros.  Amazon Publishing, 2024.
- El Hada Infinito. Poesía.  MGE Libros.  Amazon Publishing, 2024.
- Lorenzo. Novela.  MGE Libros.  Amazon Publishing, 2025.

En coautoría
- Diccionario para armar. Alas y Raíces. Conaculta. México, 2011.
- 44 poemas para leer con niños. Poesía. (Selección de Mar Benegas). Litera. España, 2013
- Cuentos de hadas. Cuentos. (Enrique Pérez Díaz, María García Esperón, Liset Lantigua y Seve Calleja) Elé. Ecuador, 2014.
- Sin era y jamás. Poesía. (Enrique Pérez Díaz y María García Esperón). Enlace Editorial. Bogotá, 2014
- Un pez en la luna. Poesía. (Selección de María Emilia López) Conaculta. México, 2014.
- Cumpleaños. Cuentos. Ediciones SM. El barco de vapor. México, 2015.
- Amor en mármol. Poesía y Novela. (Aurelio González Ovies y María García Esperón). Thalassa. Amazon Publishing, 2017.
- Hora de partir. Novela. (Aurelio González Ovies y María García Esperón) Thalassa. Amazon Publishing, 2017.
- Mitos de siempre. Narraciones. (Aurelio González Ovies y María García Esperón. Thalassa. Amazon Publishing, 2017.
- Siete mitos. Narraciones. (Aurelio González Ovies y María García Esperón). Editorial Libros y Libros, Hillman Publicaciones. Bogotá, 2017.
- Diccionario de Mitos clásicos. Poesía y narraciones. (Aurelio González Ovies y María García Esperón). Ediciones El Naranjo. México, 2017.
- Harriet: Una tortuga en las Islas Encantadas. Textos y Fotografías. (Ian Charles Lepine y María García Esperón). Amazon Publishing, 2018.[8]
- El libro mágico del rey Arturo. Poesía y narraciones. (Enrique Pérez Díaz y María García Esperón) DosOrillas. Amazon Publishing, 2020.
- Romancero Mágico. Poesía y narraciones. (Anabel Sáiz Ripoll, Enrique Pérez Díaz y María García Esperón) DosOrillas. Amazon Publishing, 2020.
- Leyendas de las dos orillas. Poesía y narraciones. (Anabel Sáiz Ripoll, Enrique Pérez Díaz y María García Esperón) DosOrillas. Amazon Publishing, 2020.
- Palabra de piedra. Poesía y narraciones. (Anabel Sáiz Ripoll, Enrique Pérez Díaz y María García Esperón) DosOrillas. Amazon Publishing, 2021.
- Infinito y Más Allá. Poesía.  (Enrique Pérez Díaz y María García Esperón) Amazon Publishing, 2022.